# Pierre-Jules Hetzel
Pierre-Jules Hetzel (15. ledna 1814, Chartres – 17. března 1886, Monte Carlo) byl francouzský vydavatel proslulý především vydáváním bohatě ilustrovaných svazků Podivuhodných cest spisovatele Julese Verna, které jsou dodnes vysoce ceněny sběrateli po celém světě. Hetzel byl také hlavní vydavatel Victora Huga a dalších francouzských spisovatelů a také spisovatel knih pro mládež (pod pseudonymem P. J. Stahl).

## Životopis
Hetzel se narodil roku 1814 v Chartres, po vystudování práv v Strasbourgu se stal nejprve společníkem nakladatele Paulina a roku 1837 založil své vlastní nakladatelství. Stal se hlavním vydavatel Honoré de Balzaca, jehož Lidskou komedii začal vydávat roku 1841.
Hetzel byl známý svými republikánskými názory. Zúčastnil se únorové revoluce v roce 1848, stal se ředitelem ministerstva zahraniční a hlavním tajemníkem prozatímní vlády. Roku 1851 byl vypovězen do Belgie a žil do roku 1859 v Bruselu, kde pokračoval ve vydávání knih především Victora Huga. Když se režim ve Francii poněkud zliberalizoval, vrátil se do Paříže, vydal pohádky Charlese Perraulta překrásně ilustrované Gustavem Doré, vydával díla Charlese Baudelaira, Émila Zoly a také filozofické spisy anarchisty Pierra-Josepha Proudhona. Do běžné nakladatelské praxe zavedl vydávání nádherně vypravených dětských knih pro vánoční trh. Jeho ideou bylo vydat cyklus románů, který by "shrnul všechny znalosti zeměpisné, geologické, fyzikální, astronomické, tak jak je shromáždila moderní věda, čímž by se zpracovaly barvitým a poutavým způsobem … dějiny světa“. Tento jeho plán se mu podařilo uskutečnit po seznámení s Julesem Vernem, který pro něho vytvořil více než šedesátisvazkový cyklus dobrodružných a vědeckofantastických románů, pro něž Hetzel vymyslel souhrnný název Podivuhodné cesty (Les Voyages extraordinaires).
Vernovy knihy byly nejprve publikovány v Hetzelově časopise a pak následovalo okamžitě knižní vydání, nejlépe ke konci roku, aby kniha mohla být koupena jako vánoční dárek pro starší děti, a to ve třech různých úpravách: jedno bylo levné bez ilustrací, další v malém formátu s několika ilustracemi a třetí ve velkém bohatě ilustrovaném formátu.
Hetzel měl nesporně velký vliv na Vernovu tvorbu. Nejprve odmítl vydat jeho ještě ne příliš zralé dílo Cesta pozpátku do Anglie a Skotska z roku 1860 s odůvodněním, že román „ještě nedosáhl úrovně vědeckého románu, který hodlá vydávat“. S vydáním dalšího Vernova dobrodružného románu Pět neděl v balóně však slavil roku 1863 tak obrovský nakladatelský úspěch, že nabídl autorovi exkluzivní smlouvu na dvacet let, v níž se Verne zavázal napsat dva svazky ročně. Hetzel odmítl rovněž roku 1871 Vernovi vydat poměrně slabý román Strýček Robinson s tím, aby jej přepracoval, čímž jej inspiroval k napsání jedné z jeho nejlepších knih, Tajuplného ostrova.
Hetzelovo rozhodnutí nevydat roku 1863 Vernův vědeckofantastický román Paříž ve dvacátém století pro jeho přílišný pesimismus a pro vizi budoucnosti, která by pro čtenáře byla neuvěřitelná, se zdá z dnešního hlediska ne příliš správným rozhodnutím, zvláště když se mnohé Vernovy předpovědi dosti přesně vyplnily. Je ovšem otázkou, zda by tehdejší čtenáři knihu opravdu přijali.
Pierre-Jules Hetzel zemřel roku 1886 v Monte Carlu. Po jeho smrti vedl nakladatelství jeho syn a roku 1914 jej koupilo dnes nejvýznamnější francouzské nakladatelství Hachette Livre.

## Literární dílo

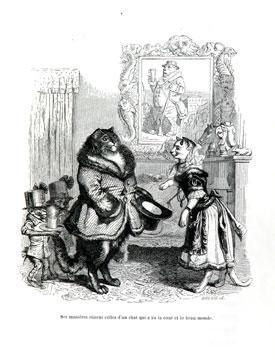
Obrazy ze soukromého i veřejného života zvířat, ukázka Grandvillovy ilustrace

Pierre-Jules Hetzel napsal pod pseudonymem P. J. Stahl několik ve své době poměrně oblíbených knih pro mládež, z nichž jsou nejznámější:
- Příhody Tomáše Palečka (1843, Nouvelles et seules véritables aventures de Tom Pouce), česky Beaufort, Praha 1909, překlad Vincenc Jirásek.
- Nový Robinson (1868, Le nouveau Robinson Suisse), česky Josef. R. Vilímek, Praha 1899–1900 a B. Kočí, Praha 1930, překlad Emil Musil-Daňkovský.
- Stříbrné brusle (1875, Les Patins d'argent), česky Pelcl-Košatka, Praha 1911, překlad Klementa Šuranová.
- Maruška (1876, Maroussia), česky Alois Wiesner, Praha 1885, překlad Josef Hlávka.

Nejvýznamnější knihou spojenou se jménem Stahl je však sborník bajek s názvem Obrazy ze soukromého i veřejného života zvířat (1842, Scenes de la vie privée et publique des animaux), který pod jeho vedením napsali přední francouzští spisovatelé své doby, například Honoré de Balzac, Alfred de Musset, George Sandová, Jules Janin a další, a do kterého také sám přispěl. Jde o velkolepou satiru na soudobé poměry ve Francii. Forma bajky, dovolující spojení charakteru zvířete s určitým lidským typem, satirické soudy autorů ještě vyhrotila. Vedle posměšků na kult Napoleonův, narážek na zahraniční politiku, vedle zesměšňování šovinismu tu nacházíme ostré, na tehdejší dobu překvapivě útočné posměšky na poměry ve vědě, lékařství, soudnictví, literatuře i ve společenském životě. Knihu doprovází více než 300 původních ilustrací vynikajícího francouzského kreslíře a karikaturisty Grandvilla. Česky kniha vyšla roku 1956 v překladu Radovana Krátkého v SNKLHU, Praha.